# Kyste (médecine)
Pour l’article homonyme, voir Kyste.
 (avril 2025).
 Mise en garde médicale
En médecine, un kyste est une poche close ayant une membrane distincte et se développant anormalement dans une cavité ou structure du corps. Il peut contenir de l'air, des liquides, ou d'autres matériaux, notamment des organismes parasites « enkystés » sous forme active à reproduction lente ou sous forme inactive de « spore » (sporozoïte).

## Symptômes
Dans leur très grande majorité, les kystes sont bénins. C'est le cas des kystes biliaires simples (dans le foie), des kystes rénaux (sauf en cas de polykystose rénale héréditaire), des kystes mammaires. Leur contenu est purement liquidien, et leur taille varie de quelques millimètres à plusieurs centimètres.
D'autres kystes peuvent être liés à un développement tumoral bénin ou malin ; c'est le cas de ceux qui touchent les ovaires ou le pancréas par exemple. Parfois, c'est par la pression exercée sur les organes voisins qu'ils sont nocifs.

## Types

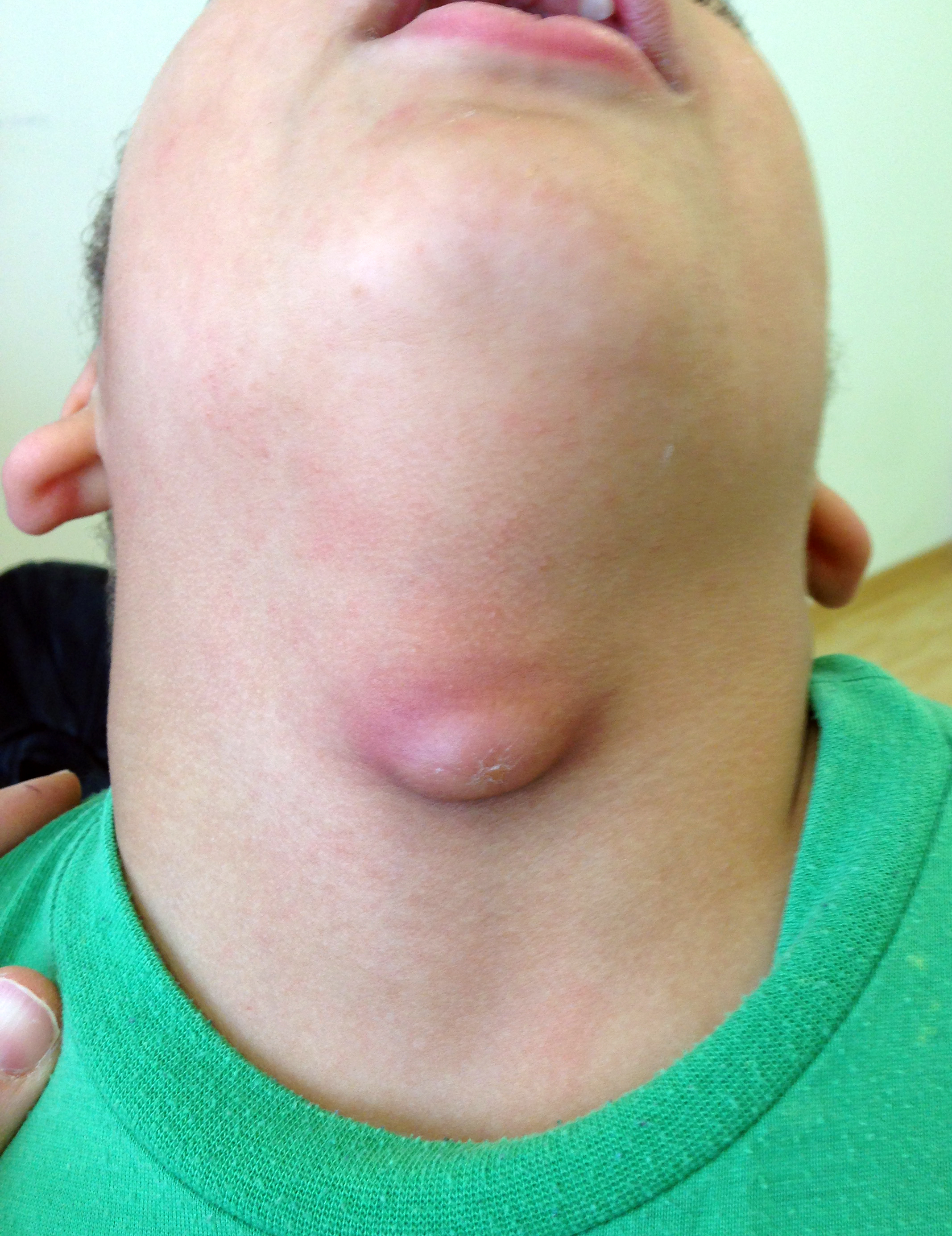
Kyste thyréoglosse inflammé, chez un enfant.

De nombreux organes sont susceptibles de développer des kystes :
- Kyste ovarien
- Kyste conjonctival au niveau des yeux
- Kyste pilonidal au niveau de la région sacro-coccygienne
- Kyste coccygien
- Kyste synovial
- kyste pancréatique
- Kyste de Baker ou kyste poplité
- Kyste amibien : provoqué par Entamoeba histolytica
- Kyste hydatique : provoqué par Echinococcus granulosus (hydatidose)
- Kyste rénal et polykystose rénale
- Kyste biliaire (ou kyste hépatique)
- Kyste salivaire, des glandes salivaires
- Kyste mucoïde de la lèvre
- Kyste mucoïde des doigts
- Kyste dentaire (kyste péri-apical)
- Kyste arachnoïdien
- Kyste dermoïde
- Kyste sébacé
- Maladie fibro-kystique du sein (kyste mammaire)
- Chalazion : kyste d'une glande de Meibomius
- Kyste ganglionnaire
- Kyste de l'épididyme
- Kyste thyréoglosse
- Kyste deé
- Kyste thyroîdien
- Kyste pulmonaire
- Kyste colloide

## Diagnostic
Le problème essentiel est la distinction entre un kyste bénin et un cancer.

### Imagerie
En échographie, un kyste se présente sous la forme d'une cavité totalement anéchogène (ne renvoyant pas d'échos, et apparaissant donc en noir sur l'écran), de forme arrondie le plus souvent, entourée d'une paroi très fine, voire invisible. Une caractéristique spécifique est la visualisation d'un « renforcement postérieur des échos » : l'accumulation d'ultrasons en arrière du kyste (qui l'ont traversé sans être réfléchis) est responsable de la formation d'une large bande qui apparaîtra plus blanche que les tissus avoisinants. Cet aspect typique permet, lors de la découverte fortuite d'un kyste sur un rein par exemple, d'avoir une certitude diagnostique et d'affirmer le caractère bénin de cette anomalie.
Sur une tomodensitométrie (scanner), le kyste apparaîtra sous la forme d'une « boule » homogène, à paroi souvent invisible, dont la densité moyenne (exprimée en unités Hounsfield, HU) est celle d'un liquide, donc proche de 0 HU (entre 0 et 10 le plus souvent).
En imagerie par résonance magnétique (IRM), le kyste apparaît bien délimité, en hyposignal T1 et en fort hypersignal T2.

### Ponction
La ponction du kyste, faite à l'aveugle lorsqu'il peut être palpé, ou sous imagerie, permet d'analyser la constitution du liquide et de rechercher des cellules suspectes de cancer.